# Carl Milles

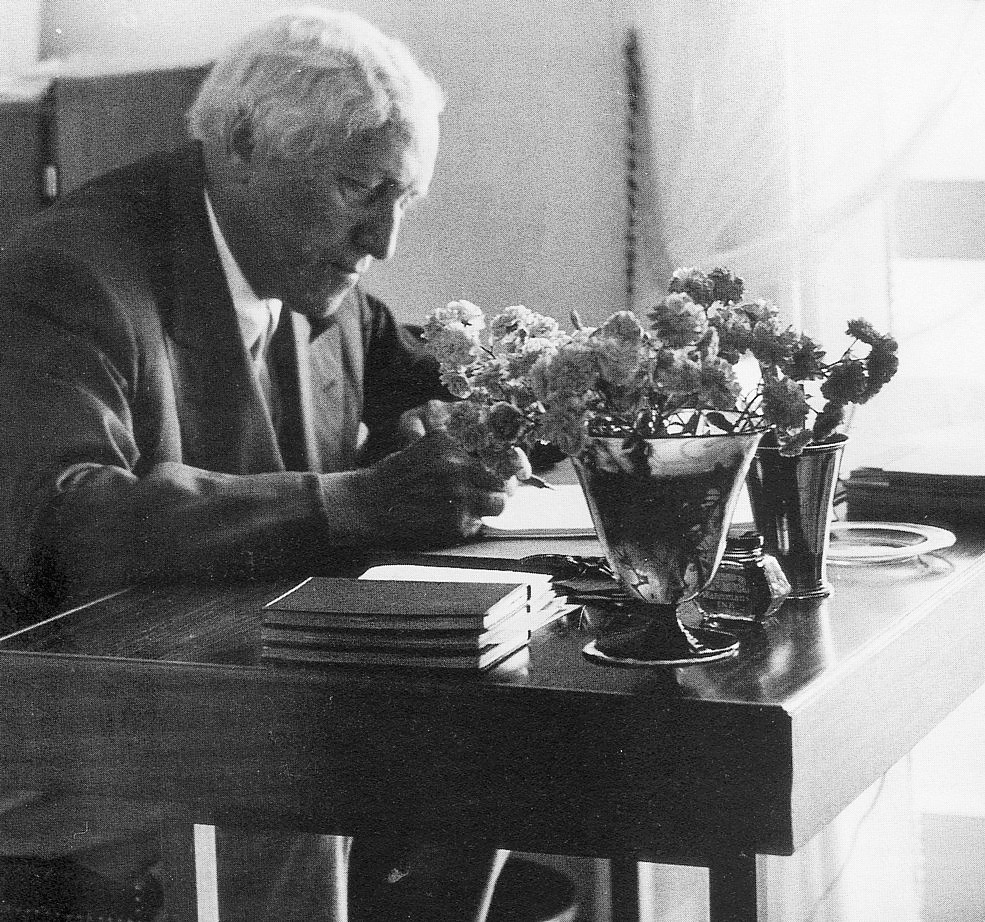
Carl Milles an seinem Schreibtisch 1955

Carl Milles (* 23. Juni 1875 bei Knivsta; † 19. September 1955 auf Lidingö bei Stockholm; eigentlich Carl Emil Wilhelm Andersson) war einer der bedeutendsten schwedischen Bildhauer, der vor allem durch seine Springbrunnen bekannt wurde.

## Leben
Carl Milles studierte 1897 an der École des Beaux-Arts in Paris. Während der Jahre 1920 bis 1931 war er Professor an der Kunsthochschule in Stockholm. In diesen Jahren bekam Milles Aufträge in ganz Europa und Übersee, er pendelte ständig zwischen den europäischen Hauptstädten hin und her.
Da Milles viele Aufträge in den USA hatte und ihm dort eine Professur angeboten wurde, zog er 1931 mit seiner Frau Olga nach Cranbrook in die Nähe von Detroit. In Cranbrook wurde 1926 die Cranbrook Academy of Art eröffnet, Lehrer in Architektur war dort Milles’ Freund, der Finne Eliel Saarinen. Milles selbst übernahm 1932 das Lehrfach für Skulptur, das er bis 1951 innehatte. Im Jahre 1945 wurde er amerikanischer Staatsbürger.
1930 wurde er in die Königliche Akademie von Belgien und 1947 in die American Academy of Arts and Letters gewählt.
1951 kamen Olga und Carl Milles wieder nach Schweden zurück, sein Heim auf Lidingö, den Millesgården, hatte er schon 1936 zu einer Stiftung umgewandelt und dem schwedischen Volk geschenkt. Heute ist der Millesgården ein Kunstmuseum mit Skulpturengarten. Bis zu seinem Tode 1955 lebte Milles in Rom, wo ihm die amerikanische Akademie kostenlos eine Wohnung mit Atelier zur Verfügung gestellt hatte.
Carl Milles war verheiratet mit Olga Milles, geb. Granner (1874–1967), einer österreichischen Künstlerin, und Bruder der Künstlerin Ruth Milles (1873–1941).

## Verhältnis zum Nationalsozialismus
Während der Zeit des Dritten Reichs galt Milles als Verehrer des italienischen Faschismus sowie des deutschen Nationalsozialismus. So schrieb er beispielsweise anlässlich der Annexion Österreichs des Deutschen Reichs 1938 seiner Frau in einem Brief: “Ich war hingerissen und musste mit den Tränen kämpfen. Möge all das von Dauer sein, und möge Hitler Zeit, Gesundheit und Kraft haben, sein wunderbares Werk fortzusetzen.”  Milles trat kurz nach ihrer Gründung der nationalsozialistischen und antisemitischen Reichsvereinigung Schweden-Deutschland bei, trat allerdings vor 1940 wieder aus.
In der Nachkriegszeit äußerte sich Bergström nie öffentlich zu seinem Verhältnis zum Nationalsozialismus.
Kunsthistoriker gehen davon aus, dass das von ihm geschaffene Fliegermonument (schwedisch: Flygarmonumentet) in Stockholm der Verehrung des Nationalsozialismus dienen soll. Das Monument war in der Vergangenheit häufig Treffpunkt von Neonazis und Gegenstand politischer Auseinandersetzungen: Während linke Kräfte das Monument abreißen oder mit Graffiti besprühen wollten, setzten sich Abgeordnete der nationalistische Schwedendemokraten dafür ein, das Monument unter kulturhistorischen Schutz zu stellen.

## Werke
Zu Carl Milles’ bekanntesten Werken in Schweden zählen die Poseidon-Statue in Göteborg, die Gustav-Wasa-Statue im Nordiska Museet von Stockholm, die Orfeus-Gruppe vor dem Konzerthaus in Stockholm und die Folke-Filbyter-Statue in Linköping. Die letztere ist auch auf einer schwedischen Briefmarke von 1975 abgebildet, die anlässlich seines 100. Geburtstages erschien.
Die größte Sammlung von Milles’ Skulpturen außerhalb des Millegården befindet sich in der Cranbrook Academy of Art, dort sind gut sechzig seiner Werke zu sehen.

### „Gud Fader på himmelsbågen / Gott der Vater auf dem Himmelsbogen“

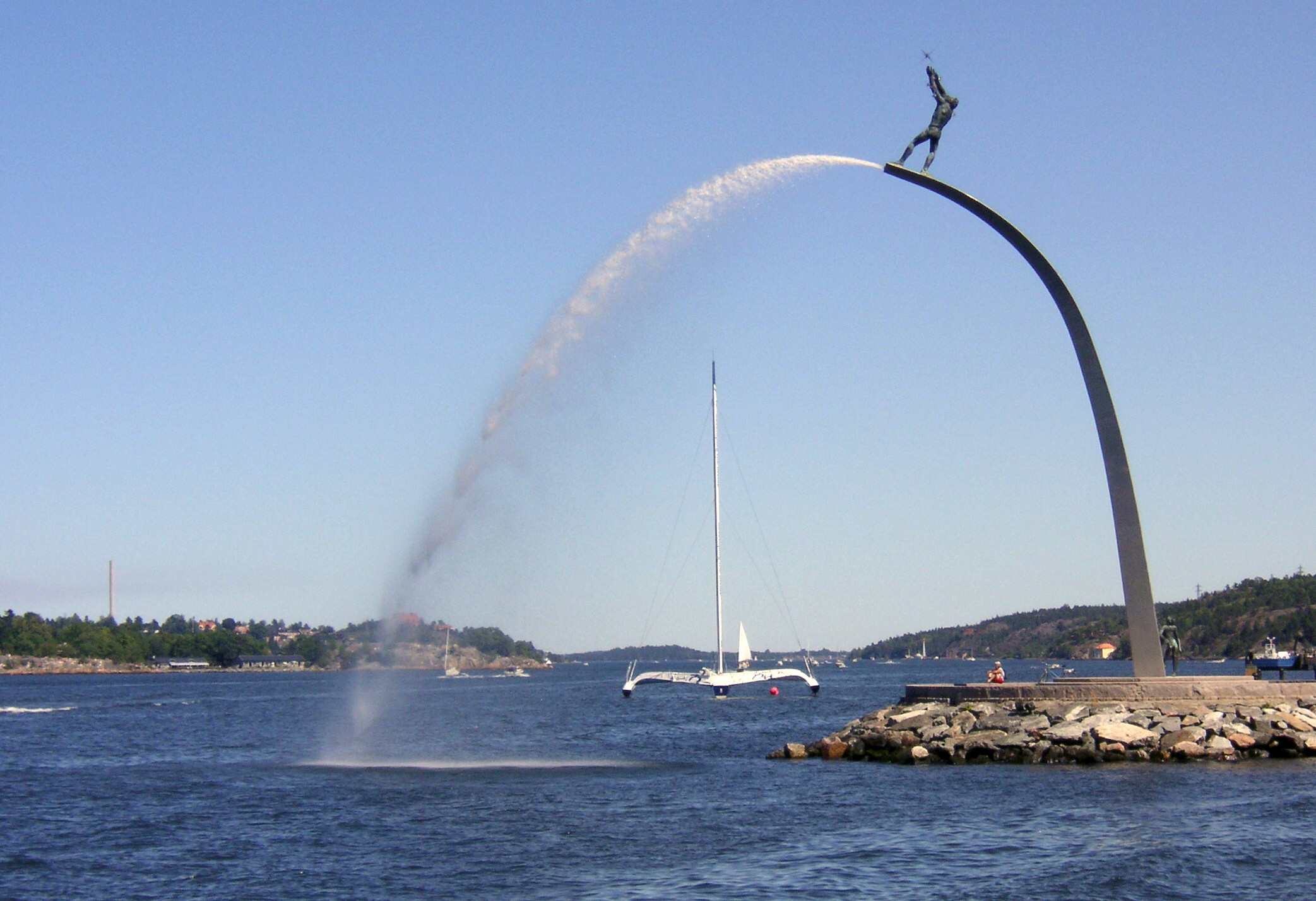
Brunnenskulptur am Hafeneingang von Stockholm

Eine der vermutlich letzten Skulpturen von Carl Milles, die vollendet wurde, ist sein ca. 23 Meter hohes Werk Gud Fader på himmelsbågen (Gott der Vater auf dem Himmelsbogen). Die Bronzeskizze hatte Milles schon 1946 unter dem Namen The Rainbow. Lord placing new stars on heaven geschaffen und sollte vor dem UNO-Gebäude in New York City aufgestellt werden.
Die Skulptur zeigt Gott den Herren stehend ganz oben auf einem ca. 18 Meter hohen, wasserspeienden, parabelförmigen Bogen. Der Bogen stellt die Himmelswölbung dar und an dessen Fuß steht ein Engel, der Gott dem Vater Sterne reicht, um diese am Firmament zu platzieren.
Zu Milles großem Bedauern wurde jedoch nichts aus dem Auftrag, nur seine Bronzeskizze existierte im Millesgården. Erst 1995 bekam die Skulptur ihren Platz im Hafen von Nacka Strand an der Einfahrt zu Stockholm. Der amerikanische Bildhauer Marshall M. Fredericks (1908–1998), langjähriger Mitarbeiter von Milles, vollendete dieses Kunstwerk in Carl Milles’ Sinn, vierzig Jahre nach dessen Tod.

## Bilder

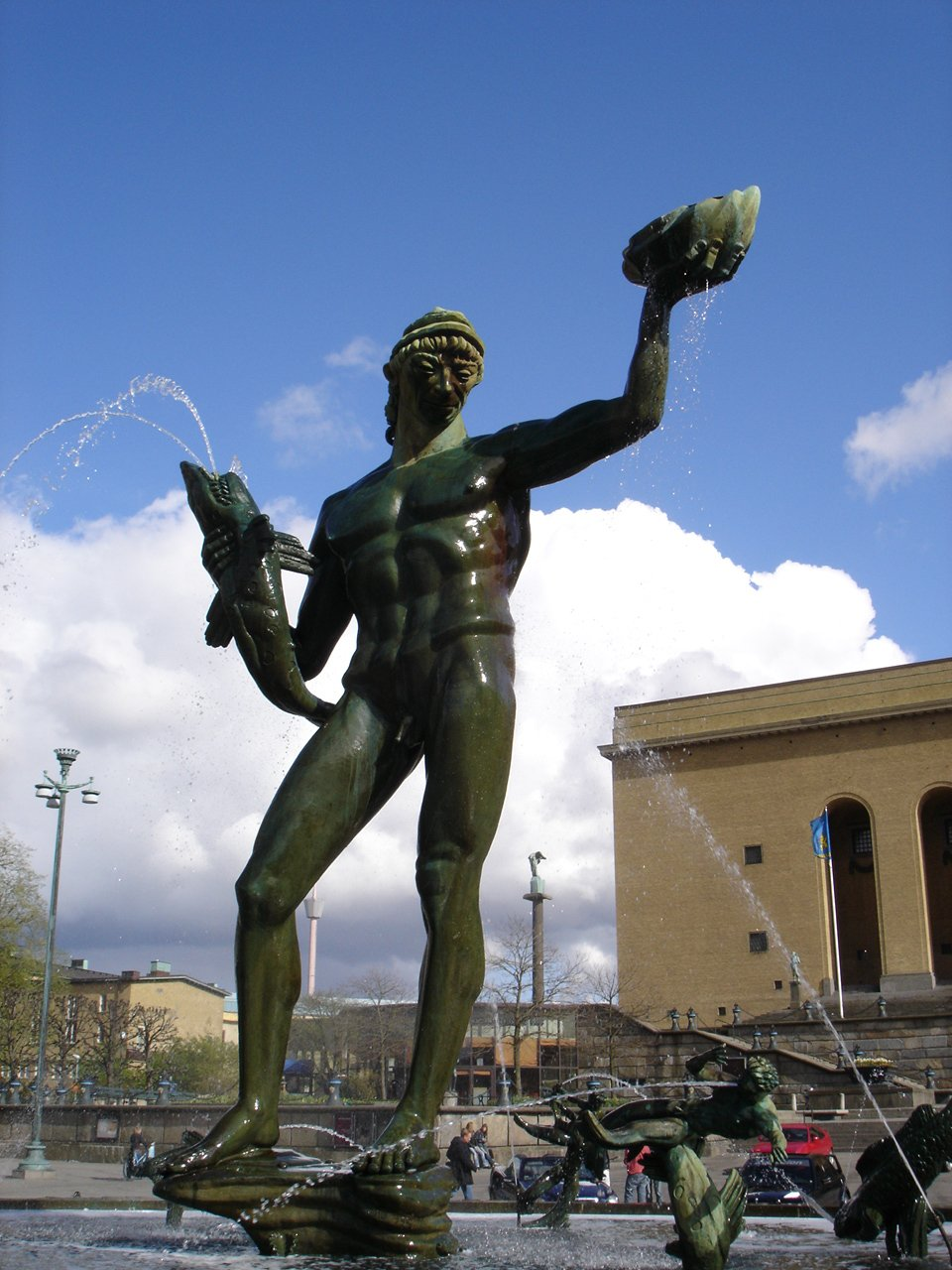
Poseideon-Statue, Göteborg
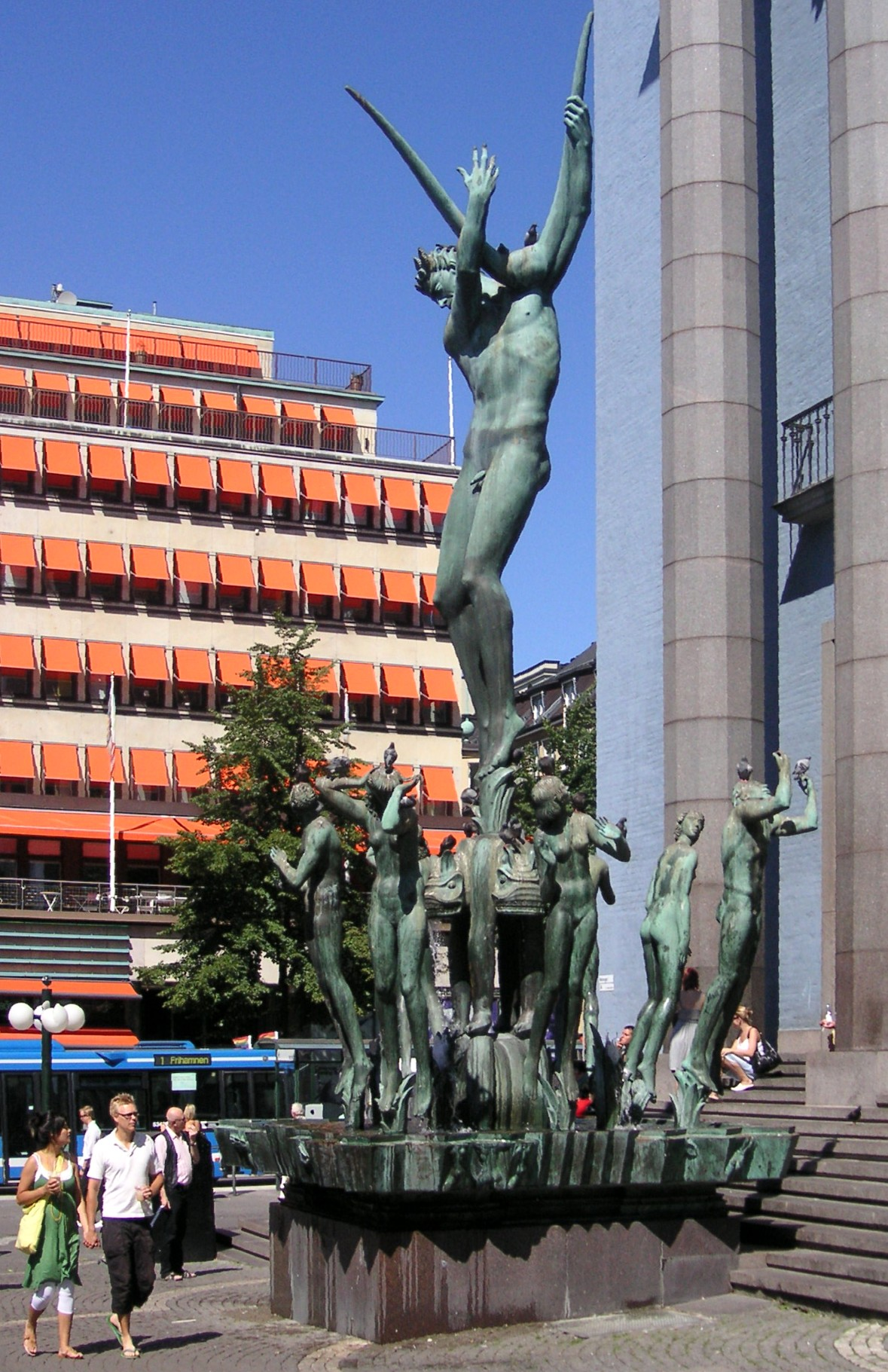
Orfeus-Gruppe, Stockholm
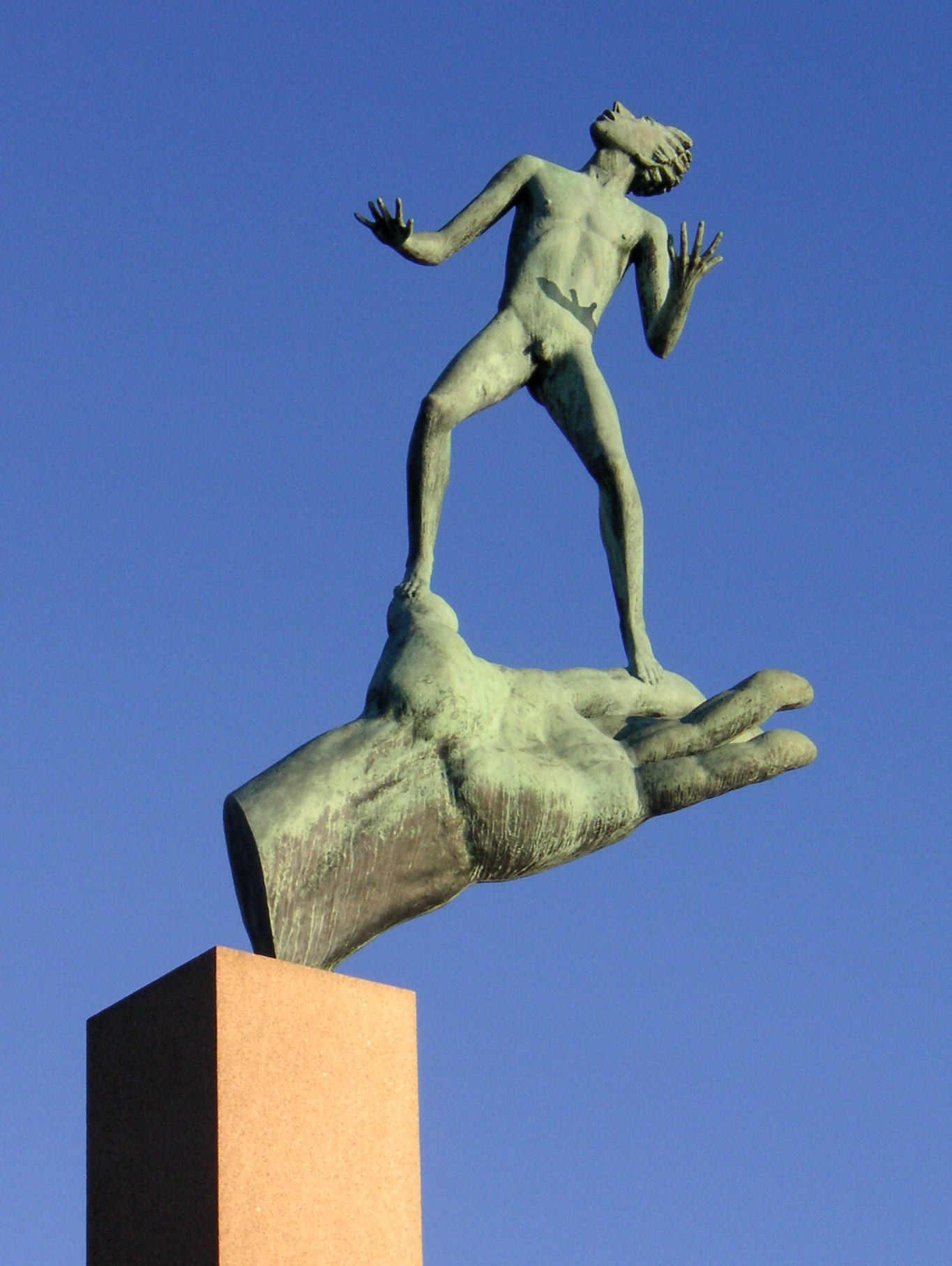
Gottes Hand, Stockholm
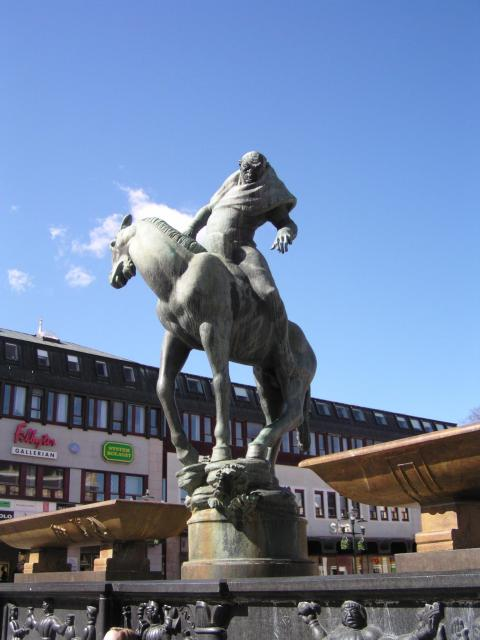
Folke Filbyter Statue, Linköping
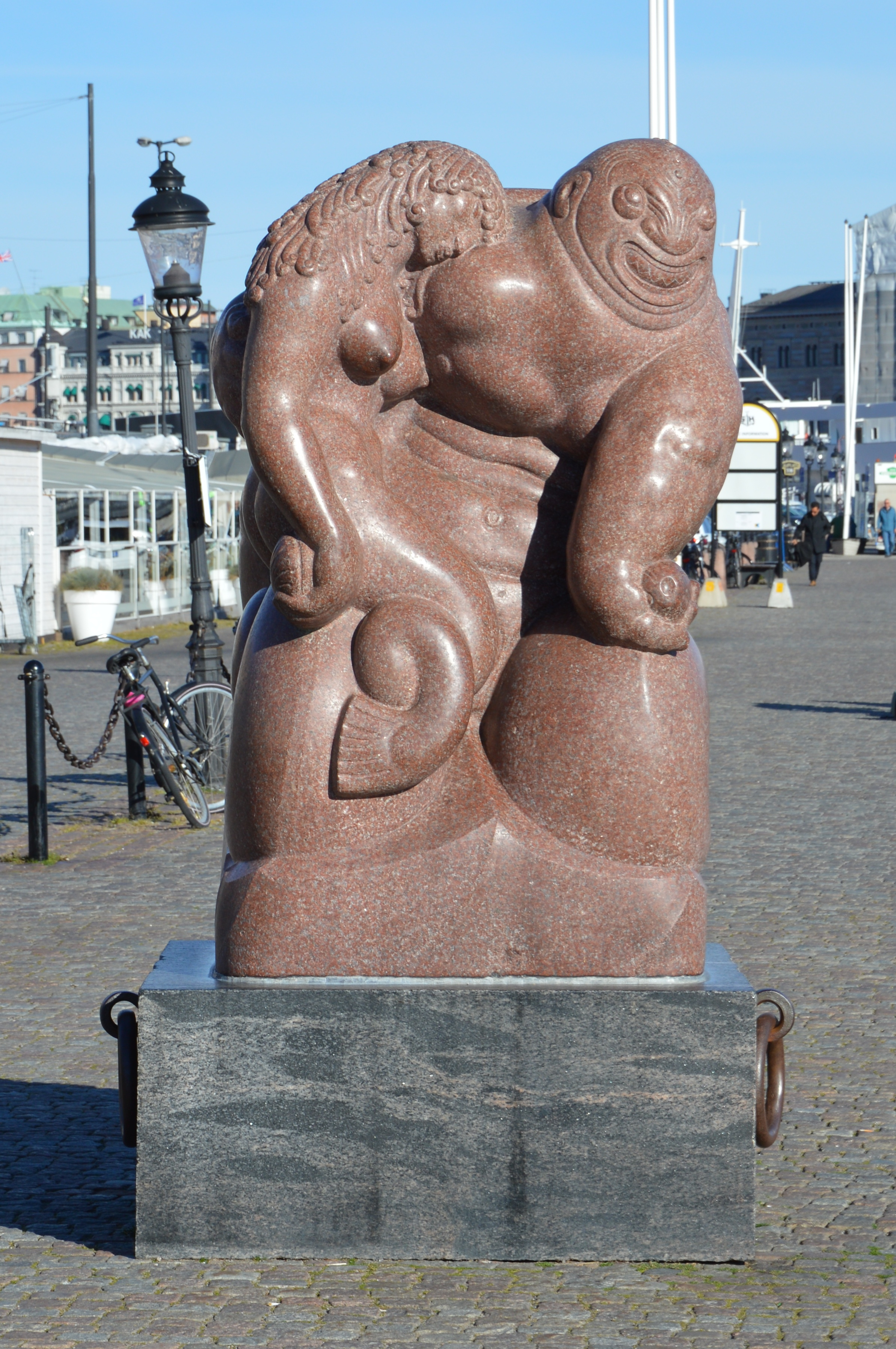
Sjöguden, Stockholm